# Slomer, Veliko Tărnovo
Slomer (în bulgară Сломер) este un sat în comuna Pavlikeni, regiunea Veliko Tărnovo,  Bulgaria. 

## Demografie
Componența etnică a satului Slomer
     Bulgari (96,58%)
     Nicio identificare (3,41%)
     Altele (0%)
La recensământul din 2011, populația satului Slomer era de 410 locuitori. Din punct de vedere etnic, majoritatea locuitorilor (96,58%) erau bulgari. Pentru 3,41% din locuitori nu este cunoscută apartenența etnică.